# پیاتسا آرمرینا
پیاتسا آرمرینا (به ایتالیایی: Piazza Armerina) یک کومونه در ایتالیا است که در استان انا واقع شده‌است.

## خصوصیات
پیاتسا آرمرینا ۳۰۲ کیلومترمربع مساحت و ۲۰٬۷۶۶ نفر جمعیت دارد و ۶۹۷ متر بالاتر از سطح دریا واقع شده‌است.

## خواهرخوانده
شهر کانلی خواهرخواندهٔ پیاتسا آرمرینا هست.